# John Hancock (ornithologiste)
Pour les articles homonymes, voir John Hancock.
John Hancock (24 février 1808 - 11 octobre 1890) est un naturaliste britannique, un ornithologue, un taxidermiste et un architecte paysagiste. Il est considéré comme le père de la taxidermie moderne. Il introduit le style de préparation dramatique dans la taxidermie. Une de ses célèbres œuvres Lutte avec la carrière représente un faucon attaquant un héron qui tient une anguille. Cette monture de taxidermie est une attraction de la Grande Exposition de 1851 au Crystal Palace de Londres.

## Biographie
Hancock est né à Newcastle et fait ses études à la Royal Grammar School. Il est un des frères du naturaliste Albany Hancock. Les frères vivent avec leur sœur, Mary Jane, au 4 St. Mary's Terrace, à Newcastle, qui fait maintenant partie d'une terrasse inscrite au 14-20 Great North Road. Son père se nomme également John Hancock et il monte une affaire de selle et de matériel. Il est peut-être formé à la taxidermie avec Richard Wingate, un voisin de Thomas Bewick. Hancock est le mentor et le tuteur du célèbre ornithologue et peintre d'oiseau, Allan Brooks. Hancock est également un artiste et produit plusieurs copies lithographiques dans les années 1850 représentant ses préparations de taxidermie. Il s'intéresse aussi à la fauconnerie et est surtout fasciné par le gerfaut. Hancock voyage avec son compatriote naturaliste William C. Hewitson en Suisse en 1845.

## Publication
En 1874, Hancock publie son Catalogue des oiseaux de Northumberland et de Durham. Hancock a édité l'édition de 1847 de Birds de Thomas Bewick. En 1868, il a planifié un aménagement pour Newcastle Town Moor, qui n'a été que partiellement réalisé. En 1875, on lui demande de préparer un plan pour Saltwell Park, mais refuse en raison de la pression du travail.

## Musée Hancock
À Newcastle upon Tyne, le musée Hancock d'histoire naturelle porte le nom des frères Hancock, qui ont tous deux joué un rôle essentiel dans la construction du musée. Hancock a également préparé des peaux plates pour la collection et a reçu des spécimens d'aussi loin que l'Inde à travers des correspondants comme Edward Blyth. Le musée contient de nombreux spécimens de leurs collections. La collection de Hancock inclut un spécimen de l'engoulevent à collier roux (Caprimulgus ruficollis). Hancock a prétendu que c'était le premier découvert en Grande-Bretagne et continue à tenir comme unique. Les soupçons d'une erreur dans les dossiers ou même de la fraude ont été rejetés car Hancock était prudent en enregistrant les informations collectées. Dans certains spécimens comme un martinet alpin sans informations sur la localisation de la découverte, il a même noté le fait qu'il manquait des informations de localisation précises. Hancock était aussi le premier à enregistrer l'élevage du rougequeue noir en 1845.